# 村上喜堂
村上喜堂（むらかみ よしたか、1948年2月12日 - ）は日本の財務官僚。国税庁次長などを歴任。血液型はB型。

## 来歴
兵庫県神戸市生まれ（父は和歌山県出身、母は大阪府出身）。関西学院中学部・高等部、東京大学経済学部経済学科卒業。東大在学中はバスケ部に所属。1972年 大蔵省入省（主計局調査課）。1977年7月 米子税務署長。1980年7月 東京国税局総務部総務課長。1990年7月 東京国税局査察部長。同年7月 東京国税局直税部長。1991年6月 北海道開発庁予算課長。1993年7月 東京国税局総務部長。1996年7月12日 国税庁長官官房人事課長。1998年7月 国税庁調査査察部長。2000年6月 国税庁課税部長。2003年7月8日 国税庁次長。2005年7月12日 退官。同年10月 （株）東日本高速道路専務取締役。2011年7月 （株）クレディセゾン常勤監査役。2019年6月 （株）レオパレス21社外取締役。2020年7月 同社監査役。

## 略歴
- 1972年4月：大蔵省入省（主計局調査課）。
- 1973年8月：大阪国税局調査部。
- 1974年8月：大臣官房調査企画課。
- 1975年7月：経済企画庁物価局物価政策課。
- 1977年7月：米子税務署長。
- 1978年7月：国税庁長官官房総務課長補佐。
- 1980年7月：東京国税局総務部総務課長。
- 1982年7月：大臣官房付（外務研修）。
- 1983年5月：外務省在香港日本総領事館領事。
- 1986年6月：大臣官房文書課長補佐（中田大臣官房審議官室）[4]。
- 1987年2月：大臣官房企画官 兼 銀行局検査部管理課。
- 1988年6月：福岡国税局直税部長。
- 1990年7月：東京国税局査察部長。
- 1990年7月：東京国税局直税部長。
- 1991年6月：北海道開発庁予算課長。
- 1993年7月：東京国税局総務部長。
- 1995年6月：国税庁課税部所得税課長。
- 1996年7月12日：国税庁長官官房人事課長。
- 1998年7月：国税庁調査査察部長。
- 2000年6月：国税庁課税部長。
- 2003年7月8日：国税庁次長。
- 2005年7月12日：退官。